# Eurithia trichocalyptera
Eurithia trichocalyptera är en tvåvingeart som beskrevs av Chao och Shi 1981. Eurithia trichocalyptera ingår i släktet Eurithia och familjen parasitflugor. Inga underarter finns listade i Catalogue of Life.